# Capçalera

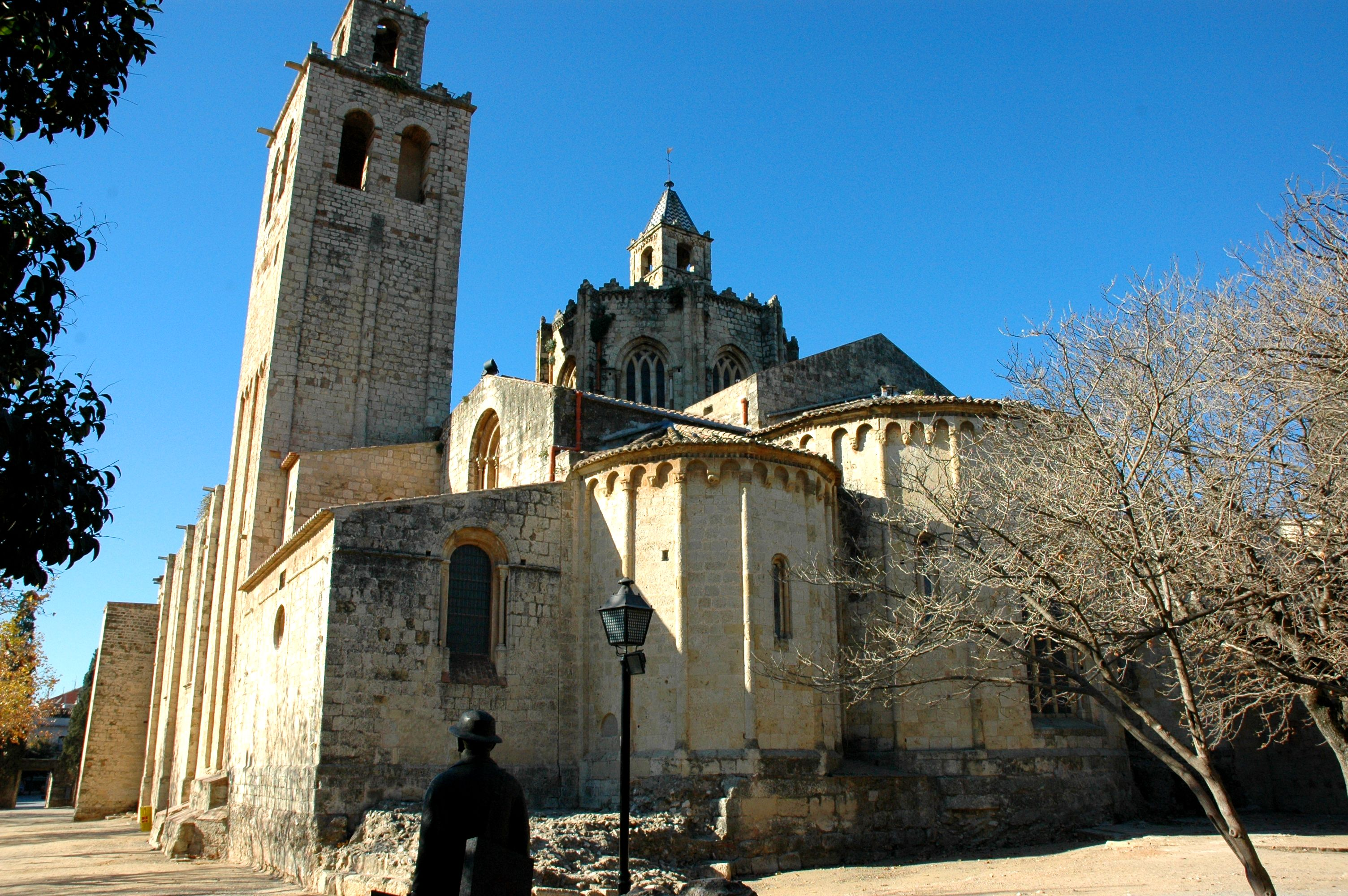
Vista exterior de la capçalera del monestir de Sant Cugat del Vallès

La capçalera és la part de les esglésies que va des de la part posterior, que pot contenir l'absis, fins al transsepte, generalment envoltant l'altar major. En algunes esglésies la capçalera és el lloc on se situa el cor.

## Altres significacions
La capçalera també pot significar la primera part d'alguna cosa, com un text, un article i una altra presentació. El text que encapçala un text també es pot anomenar titular.